# Afrolittorina
Afrolittorina là một chi ốc biển, là động vật thân mềm chân bụng sống ở biển trong họ Littorinidae.

## Các loài
Các loài thuộc chi Afrolittorina bao gồm:
- Afrolittorina acutispira (E.A. Smith, 1892)[2]
- Afrolittorina africana (Philippi, 1847)[3]
- Afrolittorina knysnaensis (Philippi, 1847)[4]
- Afrolittorina praetermissa (tháng 5 năm 1909)[5]